# Die Armen

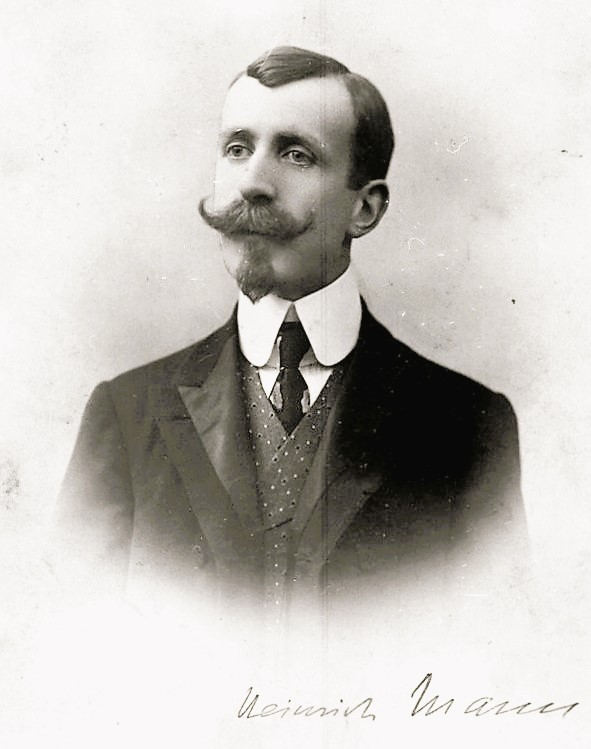
Heinrich Mann im Jahr 1906

Die Armen ist ein Roman von Heinrich Mann. Der Text wurde im Sommer 1916 in Oberbayern konzipiert, bis zum April 1917 in München geschrieben und erschien im August desselben Jahres.
Der Roman handelt 1913 und 1914 bis zum Beginn des Ersten Weltkriegs. Diederich Heßling, Großindustrieller in Gausenfeld, beutet in seiner Papierfabrik die Arbeiter aus. Der junge Arbeiter Karl Balrich hält – seiner Ansicht nach – den Beweis in der Hand, dass er der Besitzer eines Teils von Heßlings Vermögen ist. Balrich will sich sein Recht selbst schaffen, indem er später einmal als Anwalt gegen Heßling prozessiert, um ihn wenigstens teilweise zu enteignen. In einem ersten Schritt bereitet sich Balrich auf das Abitur vor, um Jura zu studieren. Balrich wird kein Jurist, sondern zieht als einer der ersten deutschen Arbeiter mit fliegenden Fahnen gegen Frankreich ins Feld.

## Die Armen

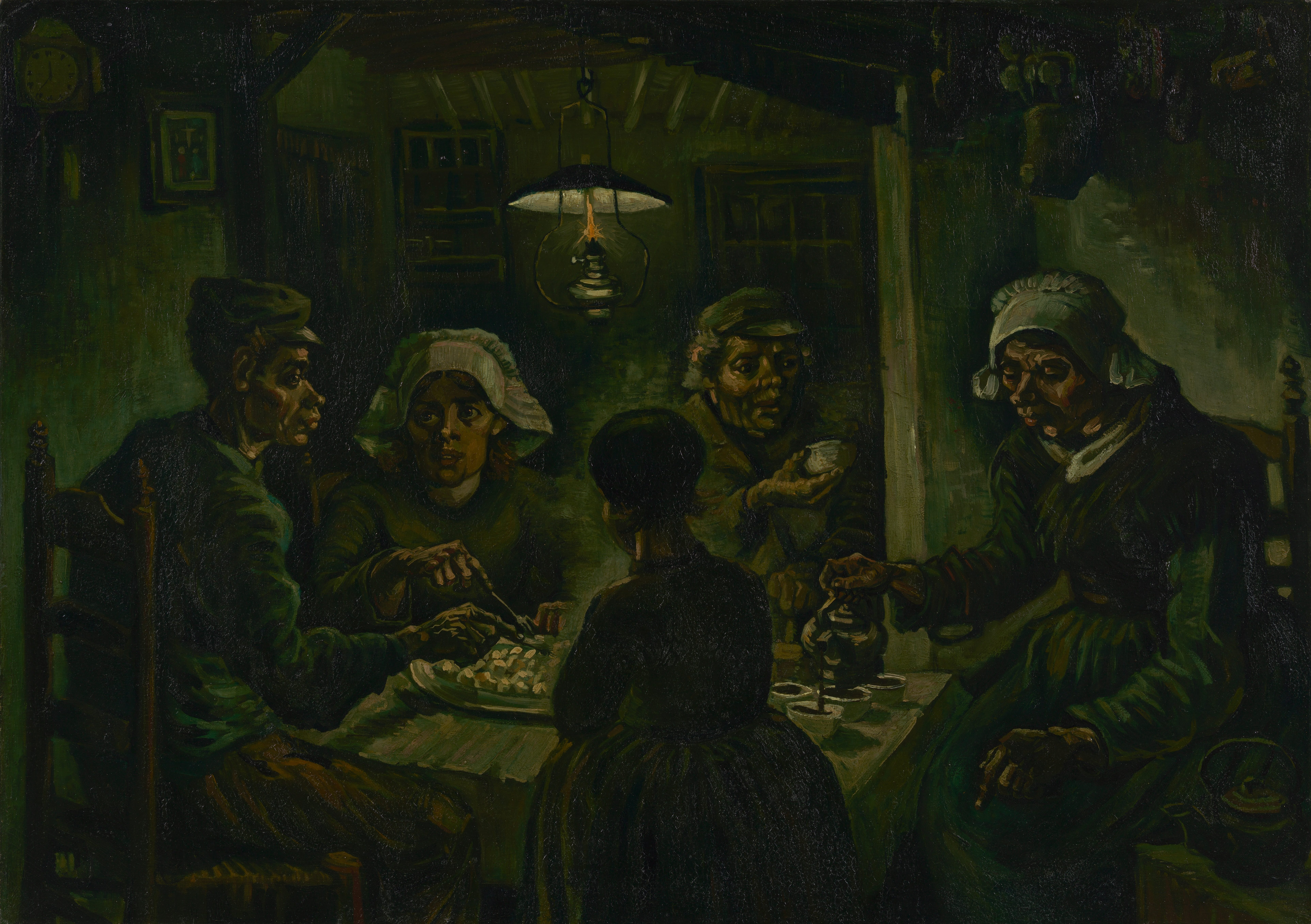
Die Armen
(Vincent van Gogh 1880:
Die Kartoffelesser)

Jene Arbeiter, die in Heßlings Fabrik geknechtet werden und natürlich erst recht deren zahlreiche Angehörige, das sind die Armen. Die Arbeiter sehen den 20-jährigen Karl Balrich als ihren „Führer“ an, auf den sie hoffen. Balrich aber gebärdet sich gar nicht wie ein solcher, sondern wie ein gewöhnlicher Egoist, der unbedingt Besitz und Macht will: Die Arbeiter leben in Gausenfeld „wie das Vieh zusammengesperrt“. Balrich will heraus aus dem „Arbeiterhaus B, Zimmer 101“ und in der Villa Höhe, dem Wohnsitz Heßlings, einziehen. Dazu muss Balrich den Fabrikanten zuerst mit Hilfe oben genannten Briefes, den er vom Großonkel Gellert zugespielt bekommen hat, enteignen. Dieses ehrgeizige Ziel verfolgt Balrich über den ganzen Roman hinweg. Schlagen will er Heßling mit den Waffen der Reichen – will ihr Recht studieren. In einem ersten Schritt büffelt er Latein, eine der Voraussetzungen zum Studium der Jurisprudenz. Balrichs jüngere Schwester Leni hat genug gesunden Menschenverstand, um die Aussichtslosigkeit der grotesken Bildungsbemühungen des Bruders ganz von Anfang an klar zu erkennen. Nach ihrer Ansicht kann der Bruder nicht vor sechs Jahren Rechtsanwalt werden. Praktisch veranlagt, wie sie ist, macht sie sich an Horst, einen der Heßling-Söhne, heran. Zumindest erreicht Leni auf diesem leichteren Weg Teilerfolge.
Im Roman erlebt der Leser eigentlich nur eine verabredete Aktion der Arbeiter. Als Balrich auf Betreiben Heßlings im Irrenhaus kaltgestellt wird, drohen die Arbeiter Streik an und erzwingen umgehend Balrichs Freilassung.
Ansonsten schildert Heinrich Mann den aussichtslosen einsamen Kampf Balrichs gegen einen übermächtigen Gegner. Von seinen reichen Gönnern erhält Balrich einen guten Anzug, sodass er Leni im Theater treffen kann. Allerdings muss Balrich erkennen, die Welt der Reichen wird ihm fremd bleiben. Und auch Leni – Horst Heßling „hat sie gehabt“ und verlassen – hat sich verrechnet.
Balrich muss sich von den Arbeitern sagen lassen, indem er ein wenig studiert hat, denkt er schon nicht mehr proletarisch.

## Die Reichen
Die Reichen sind der Chemiker Generaldirektor Geheimer Kommerzienrat Dr. Diederich Heßling, seine Sippschaft und seine Trabanten.
Als Balrich eine unbedachte Äußerung macht, erklärt ihn Heßling für verrückt. Balrich landet im Irrenhaus. Der junge Arzt dort kommt dem neuen Patienten vernünftig, menschlich und fast wie ein Freund entgegen. Als Balrich tags darauf – auf Druck der Arbeiter – entlassen wird, muss er ernüchtert konstatieren, der Edelmut des jungen Arztes war gespielt. Die Reichen stecken unter einer Decke.
Rechtsanwalt Buck und Schullehrer Professor Klinkorum ermöglichen Balrichs erste Schritte auf dem steinigen Weg zum Abitur. Klinkorums Anwesen wird durch drei riesengroße Arbeiterhäuser A, B und C eingekesselt. Zwar hält der frustrierte Professor den Arbeiter Balrich für einen „schwerfälligen Kopf“, unterrichtet ihn aber trotzdem aus ohnmächtiger Wut auf Heßling. Später, als Heßling alle Balrichs entlässt und aus dem Arbeiterhaus hinauswirft, nimmt Klinkorum sogar Balrich und dessen proletarische Großfamilie in seinen Mauern auf.
Rechtsanwalt Bucks Gattin Emmi ist Heßlings Schwester. Heßling hatte früher Bucks Vater ruiniert. Deshalb bewundert Emmi den Gatten, wie dieser Balrich das Erlernen der lateinischen Sprache ermöglicht und somit Heßling in Angst und Schrecken versetzt. Für Generaldirektor Heßling ist nämlich die Aktion seines Schwagers Buck kein Spaß, sondern nicht weniger als „heimtückische Förderung subversiver Tendenzen“. Auf Villa Höhe wohnen die Bucks Tür an Tür mit den Heßlings.
Der 16-jährige Hans Buck, „das Bürschlein“, Sohn des Ehepaares Buck, leiht Balrich seine Schulbücher und liebt Leni Balrich von Herzen. Obwohl Horst Heßling das Rennen bei Leni längst gemacht hat, gibt der in Leni vernarrte Hans nicht auf. Hans ist es auch, der auf der Villa Höhe ein Gespräch Diederich Heßlings mit seinem Sohn Horst belauscht, in dem die Heßlings drohen, das Haus Klinkorums, den Unterschlupf der Balrichs, anzuzünden. Als das Haus dann wirklich in Schutt und Asche liegt, setzt Rechtsanwalt Buck mit diesem Wissen den Schwager unter Druck: Brandstifter können im Zuchthaus landen.
So weit kommt es aber nicht. Balrich gibt auf und wird Soldat.

## Der Abgeordnete und der General
Genosse Napoleon Fischer, Mitglied des Reichstages, der in Balrichs Augen ein Verräter ist, verhandelt abwechselnd mit Heßling und den sozialdemokratischen Arbeitern. Den Streik der Arbeiter sucht Fischer zu verhindern. Fischer hat Aktien in Gausenfeld. Sowohl bei den Reichen als auch bei den Armen macht sich der Reichstagsabgeordnete, auf seinen Vorteil bedacht, lieb Kind.
Exzellenz General von Popp geht in der Villa Höhe ein und aus. Als Klinkorums Haus in Flammen steht, rückt aus der Kaserne Militär an. Heßling gehört von Anfang an zu den Kriegsgewinnlern.

## Das Kaiserreich
Die Armen ist der zweite Teil einer dreiteiligen Werkreihe Heinrich Manns, betitelt
Das Kaiserreich. Die Romane der deutschen Gesellschaft im Zeitalter Wilhelms II.
- Teil 1: Der Untertan. Roman des Bürgertums, geschrieben 1912 bis 1914, erschienen im Dezember 1918.
- Teil 2: Die Armen. Roman des Proletariers.
- Teil 3: Der Kopf. Roman der Führer, geschrieben 1917 bis 1925, erschienen 1925.

## Tragikomödie
Der Roman kann als Tragikomödie gelesen werden, da Heinrich Mann im Text sowohl Tragisches als auch Komisches teilweise hart aneinander gerückt hat.
- Tragisch: In Gausenfeld wird ein Haus angezündet. Daraufhin marschiert Militär auf. Heßling beginnt zum Schluss mit der Produktion von Munition. Einige seiner Arbeiter ziehen in den Krieg.
- Komisch: Als eine Komödie erscheinen z. B. die Bemühungen Generaldirektor Heßlings, um in den Besitz des kompromittierenden Briefs zu kommen. Er bietet Balrich schließlich „hunderttausend“.

## Vokabular
Der Wortschatz, dessen sich Heinrich Mann bedient, lässt bereits auf den Roman-Inhalt schließen: Kapitalist, Ausbeuter, Proletariat, die internationale revolutionäre Sozialdemokratie, die gealterte Partei, Klassengenosse, der Bourgeois, Aussperrung, Lohnsklaverei, Streikbrecher.

## Rezeption
- Hermann Hesse bedauert in einem Brief vom 19. September 1917 an Kurt Wolff, dass Heinrich Mann „die Sache wie ein Lustspieldichter vereinfacht“.[1]
- Arthur Schnitzler schreibt 1917 an Heinrich Mann: „Die Realitäten, die Sie bringen,... erscheinen mir bisweilen ins karikaturistische verzerrt,... ohne daß mir überall das innere Gesetz einleuchtet...“.[2]
- Rudolf Leonhard schreibt 1917: „Dieser Roman... ist für spätere Historiker das sicherste Dokument einer Epoche, die für Deutschland die wilhelminische heißen wird“.[3]
- Ludwig Rubiner bezeichnet 1918 das Werk als „grauenhaften Meisterschund“.[4]
- Der beabsichtigte wirklichkeitsnahe Proletarierroman sei das Buch nicht geworden.[5]
- Kiesel[6] zählt drei Romane (siehe oben Unterpunkt Das Kaiserreich) auf, in denen Heinrich Mann das wilhelmische Deutschland kritisiert – Der Untertan, Die Armen sowie Der Kopf – und fragt nach der relativen Erfolglosigkeit der beiden letzten gegenüber dem ersten. Die Antwort: Der Kopf böte gegenüber dem Untertan kaum etwas wesentlich Neues aus der Umgebung des Fabrikanten Dieterich Heßling. Und 1925, im Erscheinungsjahr des Kopfes, sei der Blick des Lesers bereits hoffnungsvoll in die Zukunft gerichtet. Gehofft wurde 1925 auf eine „Versöhnung zwischen Monarchisten und Republikanern“.